# Ethel Afamado
Ethel Afamado (25 de abril de 1940, Montevideo) es una compositora, escritora, poetisa, guitarrista y cantante de música popular uruguaya.

## Biografía
Ethel Afamado se ha formado musicalmente con estudios de violín, fagot, canto. guitarra y composición. También ha hecho cursos de teatro con Juan Carlos Carrasco y Jorge Triador. Particularmente interesada en las tradicionales canciones sefardíes, ha recopilado material y realizadoinnúmeros recitales difundiendo estas antiguas canciones.  . Ha creado música para unos 100 poemas de autores uruguayos e hispanoamericanos, realizando numerosos recitales en canto con acompañamiento de guitarra. También ha compuesto canciones para obras de teatro, entre ellas, de Cervantes, Florencio Sánchez, Federico G. Lorca,etc.  Desde 1987 a 1997 presentó con su hermana Gladys Afamado el recital Canción e imagen como solista. Ha presentado entre otros, los recitales Mujeres, sus voces, en mi voz, Caminos de la palabra, Canciones para sentir Realizó actuaciones al lado de la actriz Maruja Santullo tituladas Canto y poesía.Y con la poeta Luordes Peruchena "Mujeres sus voces nuestra voz"' 
En 1993 participó del casete Ágape, del poeta Jorge Arbeleche con tres de sus musicalizaciones.. En 1997 volvió a tomar parte de Ágape, esta vez editado en disco. Los poemas fueron musicalizados o recitados por una gran cantidad de artistas nacionales entre los que se cuentan: Andrés Stagnaro, Dahd Sfeir, Estela Medina, Antonio Larreta, Juan Alberto Sobrino, Jorge Bolani, Gonzalo Ruiz, Enrique Rodríguez Viera, Washington Carrasco y Cristina Fernández.

## Premios y reconocimientos
Por sus actividades literarias,Ethel Afamado recibió varios premios. 
- 2002: La volqueta de Ethel Afamado (Gran Premio Nacional)[3]
- En 2001, por invitación de la Cámara de Representantes, tomó parte en el evento en honor a Juana de Ibarbourou, en el Palacio Legislativo.[4][5]

## Literatura
- miguel ángel Campodónico. 2003. Nuevo Diccionario de la Cultura Uruguaya. Librería Linardi y Risso, pp. 14